# Fédération communiste anarchiste
Pour les articles homonymes, voir FCA et Fédération des communistes anarchistes.

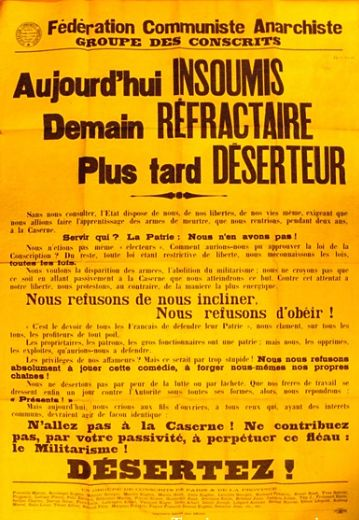
L'affiche du Groupe des conscrits d'octobre 1912.

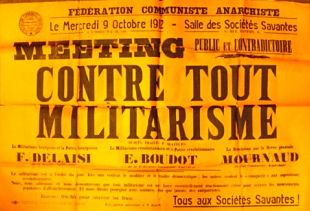
L'affiche pour la réunion publique du 9 octobre 1912.

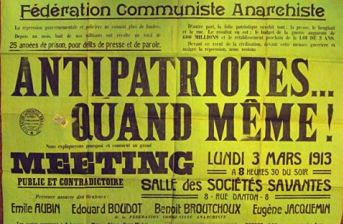
Affiche pour la réunion publique du 3 mars 1913.

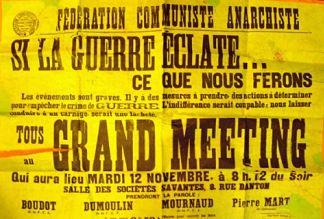
Affiche pour la réunion publique du 12 novembre 1913.

La Fédération communiste anarchiste (FCA) est la première organisation anarchiste française d'envergure nationale.
Fondée en novembre 1910 sous le nom de Fédération révolutionnaire communiste (FRC), elle se rebaptise FCA en juillet 1912, puis Fédération communiste anarchiste révolutionnaire (FCAR) en août 1913. L'organisation est démembrée en août 1914 lors de la déclaration de guerre.

## Première organisation libertaire
Dans les années 1880, 1890 et 1900, le mouvement anarchiste français est structuré par sa presse. En 1909, les hebdomadaires les plus influents sont La Guerre sociale (même si ce journal n'est pas exclusivement anarchiste), Le Libertaire, Les Temps nouveaux et L'Anarchie.
Après deux tentatives infructueuses (la Fédération anarchiste de Seine et de Seine-et-Oise, en 1908, puis la Fédération révolutionnaire,  en 1909-1910), les anarchistes communistes se dotent d'une organisation pérenne. Celle-ci est fondée le 13 novembre 1910 sous le nom de Fédération révolutionnaire communiste. Sa fondation correspond à une prise de distance avec le journal de Gustave Hervé, La Guerre sociale, jugé trop ambigu. Le Libertaire devient l'organe officieux de la FRC .
Fondée à l'origine comme organisation parisienne, la FRC reçoit assez rapidement l'adhésion de groupes de province, et peut prétendre, au bout de quelques mois, à une envergure nationale. Lors d'un congrès régional tenu le 4 juin 1911 à Paris, elle réunit 70 délégués représentent huit groupes de Paris et huit groupes de banlieue, totalisant environ 400 adhérents .
En juillet 1912, jugeant qu'il est temps d'assumer plus ouvertement son identité, la FRC se rebaptise FCA. À la même époque, elle supplante peu à peu La Guerre sociale, en plein recentrage, comme pôle révolutionnaire de référence. Elle exerce alors une influence sur la gauche de la CGT, notamment parmi les syndicats parisiens du Bâtiment et parmi certains syndicats des Métaux (Seine et Loire). Elle entretient également des liens avec plusieurs responsables de la CGT comme Léon Jouhaux, Georges Dumoulin et Pierre Dumas .

## Le congrès national d'août 1913
En 1913, cherchant à unifier l'ensemble du mouvement anarchiste français, la FCA propose la tenue d'un congrès national. Au printemps 1913, sa commission d'organisation est composée d'Albert Goldschild (secrétaire), Jacques Guérin (trésorier), François Cuisse, le chansonnier Robert Guérard, le syndicaliste postier Henri Lemonnier et André Schneider. Le jeune Ernest Labrousse, futur historien, y a brièvement participé .
Le congrès national se tient les 15, 16 et 17 août 1913, à la Maison des syndiqués de Paris 15e. Il réunit près de 130 délégués non seulement de la FCA, mais également des Temps nouveaux et leur mouvance, et de différents groupes anarchistes jusque-là autonomes. Le congrès est marqué principalement par trois débats : le syndicalisme et la CGT, dont l'évolution inquiète les révolutionnaires ; l'antimilitarisme et la guerre ; la dissociation d'avec les anarchistes-individualistes.
Au terme du congrès, l'ensemble des participants fonde la Fédération communiste révolutionnaire anarchiste de langue française (FCRA) et adopte un manifeste en huit points : 
1. répudiation de l'individualisme ;
2. fondation d'une organisation fédérale ;
3. réaffirmation de l'antiparlementarisme ;
4. réaffirmation de l'antimilitarisme (mais sans adhésion au mot d'ordre de désertion) ;
5. profession de foi syndicaliste révolutionnaire et appel à rejoindre la CGT ;
6. réaffirmation que la révolution naîtra de la grève générale expropriatrice ;
7. reconnaissance de l'illégalisme uniquement à des fins de propagande (récusant les actes de la "bande à Bonnot") ;
8. définition des termes "anarchiste", "communiste" et "révolutionnaire" [1].

Sébastien Faure, un des protagonistes du congrès national, adhère brièvement à la FCAR, mais il en démissionne au bout de trois semaines, piqué au vif par des attaques contre la franc-maçonnerie, dont il est membre.

## Le congrès international avorté d'août 1914

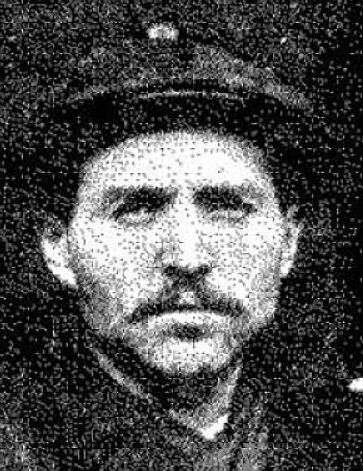
Benoît Broutchoux.

Dès le congrès national tenu à Paris, le délégué de la Fédération anarchiste allemande propose la tenue d'un congrès anarchiste international. Programmé à Londres du 29 août au 6 septembre 1914, son comité d'organisation compte, entre autres, Rudolf Rocker  et Alexandre Schapiro. On y annonce la présence de délégués de 21 pays. La Grande Guerre en empêchera la tenue .
La FCAR est démembrée en août 1914, au moment de l'entrée en guerre. Alors que beaucoup de ses responsables sont en prison ou en exil à l'étranger, la plupart de ses militants sont dispersés et partent au front. Cependant, un certain nombre, trop vieux, mobilisés à l'arrière ou réformés de l'armée, vont participer à l'action pacifiste et à la résistance à l'union sacrée. Ce sera notamment le cas de Pierre Martin, André Schneider, Benoît Broutchoux, J.S. Boudoux, Pierre Le Meillour ou Jules Lepetit, au sein des Amis du Libertaire et du Comité de défense syndicaliste.
En décembre 1918, l'organisation sera refondée sous le nom de Fédération anarchiste (devenue Union anarchiste en 1920). Son organe, Le Libertaire, reverra le jour en janvier 1919.

## Antimilitarisme
La jeune organisation déploie rapidement une intense activité antimilitariste, contre la guerre et contre la loi des trois ans.
En octobre 1912, une quarantaine de jeunes militants libertaires refusent publiquement la conscription et se réfugient à l’étranger. La FCA couvre de son sigle leur manifeste reproduit sur 2 000 affiches et 80 000 tracts, intitulé « Aujourd'hui insoumis, demain réfractaires, plus tard déserteurs ». Louis Lecoin assume les poursuites judiciaires et le 14 novembre, prononce de surcroît un discours appelant au sabotage de la mobilisation dans un meeting. Il est condamné le 19 décembre 1912 à cinq ans de prison pour « provocation au meurtre, à l'incendie et au pillage »,.
Le 9 octobre 1912, la FCA organise une réunion publique « Contre tout militarisme » avec pour orateurs Francis Delaisi de La Bataille syndicaliste, Édouard Boudot et André Mournaud, Miguel Almereyda vient y porter la contradiction au nom de La Guerre sociale.
En novembre 1912, alors que le conflit des Balkans amène la Russie et l’Autriche au bord de la guerre, menaçant d’embraser l’Europe entière, la FCA édite une affiche « Si la guerre éclate... ce que nous ferons », où elle appelle publiquement à « saboter la mobilisation », notamment par le sabotage des voies de communication. Ainsi, la FCA envisage de faire sauter, dès l'annonce de la mobilisation, les rails des réseaux ferrés du Nord et de l'Est.
Le 12 novembre 1912, lors d'une réunion publique, le propos est appuyé par Pierre Martin du journal Le Libertaire, Édouard Boudot et André Mournaud. Édouard Boudot y tient le discours le plus radical, expliquant en détail les actes de sabotage à commettre pour entraver la mobilisation : « Pour accomplir ces différentes opérations, il ne faudra agir que par groupes d’amis se connaissant de longue date, et se méfier des mouchards qui pullulent surtout dans les organisations centralisées. » À la question, venue de la salle : « Que ferez-vous si les Allemands ne sabotent pas leur propre mobilisation ? » Boudot répondit en substance que l’invasion du territoire français ne le concernait pas, et qu’il se moquait d’être français ou allemand.
Poursuivant sa campagne antimilitariste de l’automne 1912 (pour le « départ de la classe », c’est-à-dire l’entrée au régiment d’une classe d’âge), une nouvelle affiche est publiée en 1913, titrée « Antipatriotes... quand même ! », qui attire les foudres de la répression : 8 militants récoltent au total 25 années de prison. La FCA organise un meeting le 3 mars 1913, à la tribune : Émile Aubin, Édouard Boudot, Benoît Broutchoux et Eugène Jacquemin.
Au printemps 1913, la FCA imprime 50 000 brochures intitulées « Contre les armements, contre la loi de trois ans, contre tout militarisme ». Charles Gandrey en prend la responsabilité légale et est poursuivi par la justice ainsi que pour deux articles parus dans Le Libertaire.

## Défense du droit d’asile
La FCA et son organe Le Libertaire désapprouvent l'aventure de la "bande à Bonnot". L'organisation cherche malgré tout à sauver un certain nombre d'individualistes inculpés pour "recel de malfaiteur". Elle organise à cette fin une campagne politique en faveur du "droit d'asile", qui culmine avec un grand meeting le 1er février 1913, deux jours avant l'ouverture du procès des rescapés de la bande.

## Secrétariat
La répression constante provoque une rotation rapide des responsabilités dans l'organisation, jusqu'à son autodissolution.
- Le 13 novembre 1910, André Schneider, de Paris 13e, est désigné secrétaire de la Fédération révolutionnaire communiste (FRC) ; Lucien Gras est trésorier[1].
- Le 30 mai 1911, Eugène Martin, du Foyer populaire de Belleville, le remplace au secrétariat[12]. En juin 1911, Robert Delon remplace Lucien Gras comme trésorier, avant de céder sa place à Lucien Belin en décembre 1911.
- Le 6 juillet 1912, Louis Lecoin et Édouard Boudot sont élus cosecrétaires de l'organisation, qui se rebaptise Fédération communiste anarchiste (FCA)[1].
- Le 19 novembre 1912, lors d’une réunion des Amis du Libertaire, Élie Collange[13] et Henry Combes[14],[15] sont désignés « secrétaires par intérim » pour remplacer Édoudard Boudot (réfugié en Belgique)[16] et Louis Lecoin (incarcéré).
- Le 18 décembre 1912, Léon Jahane remplace Henry Combes, réfugié en Angleterre[17],[18], car poursuivi pour activités antimilitaristes[19].
- Le 12 avril 1913, Charles Gandrey est désigné secrétaire de la FCA mais aussi, officiellement, trésorier. En réalité, Lucien Belin conserve la gestion de la trésorerie[1]. Le 6 janvier 1914, il est condamné à dix-huit mois de prison pour « provocation de militaires à la désobéissance » pour la brochure « Contre les armements, contre la loi de trois ans, contre tout militarisme » et à deux fois six mois pour les articles publiés dans Le Libertaire[11].
- Le 15 septembre 1913, Marcel Hasfeld et Victor Delagarde sont désignés respectivement secrétaire et secrétaire adjoint  de l'organisation qui, au congrès d'août, s'est rebaptisée Fédération communiste anarchiste révolutionnaire (FCAR). Albert Togny est trésorier fédéral[1].

## Adhérents
Liste non exhaustive
- Julien Content, secrétaire de la région parisienne en 1912-1913[20].
- Lucien Belin, trésorier de décembre 1911 à septembre 1913[1].
- Eugène Jacquemin, condamné à un an de prison, le 24 janvier 1912, pour « provocation de militaires à la désobéissance »[21].
- Jules Lepetit
- Ernest Labrousse, secrétaire de la FCA de l’Ouest puis au début de 1913, animateur de l’École de propagande de la FCA[22].
- Louis Bourguet, secrétaire de la Fédération communiste anarchiste de l’Ouest en remplacement d’Ernest Labrousse à l’issue du congrès de Rochefort-sur-Mer le 29 septembre 1912 où il se prononce en faveur d’un système de cartes et de timbres, arguant qu’il ne se sentirait pas « plus diminué avec une carte de la FCA qu’avec celle de la CGT »[23],[24].
- Jacques Long, administrateur de l’imprimerie fédérale de la FCA[25],[26].
- Pierre Ruff, gérant de la revue Le mouvement anarchiste éditée par la FCA[27],[28].
- Louis Lecoin

## Publications
- Le Libertaire, hebdomadaire officieux de l'organisation dès sa création
- Le Mouvement anarchiste, mensuel, 1912-1913, notice CIRA[29].
- Le Réveil anarchiste ouvrier (1912-1914)[1]
- Bulletin de la Fédération révolutionnaire communiste puis de la Fédération communiste anarchiste, 1911-1912, (BNF 32722944), notice CIRA.
- Contre les armements. Contre la loi de trois ans. Contre tout militarisme, Paris, 1913, 16 p.
- Principes de base de la Fédération anarchiste communiste, s.l., s.d., 12 p.
- Georges Thonar, Ce que veulent les anarchistes, cinquième édition, Fédération communiste anarchiste révolutionnaire de langue française, 1914, notice.

## Notices
- Notices d'autorité :   - BnF (données)
- Catalogue général des éditions et collections anarchistes francophones : notice.
- René Bianco, 100 ans de presse anarchiste : notice.